# 四水喷泉

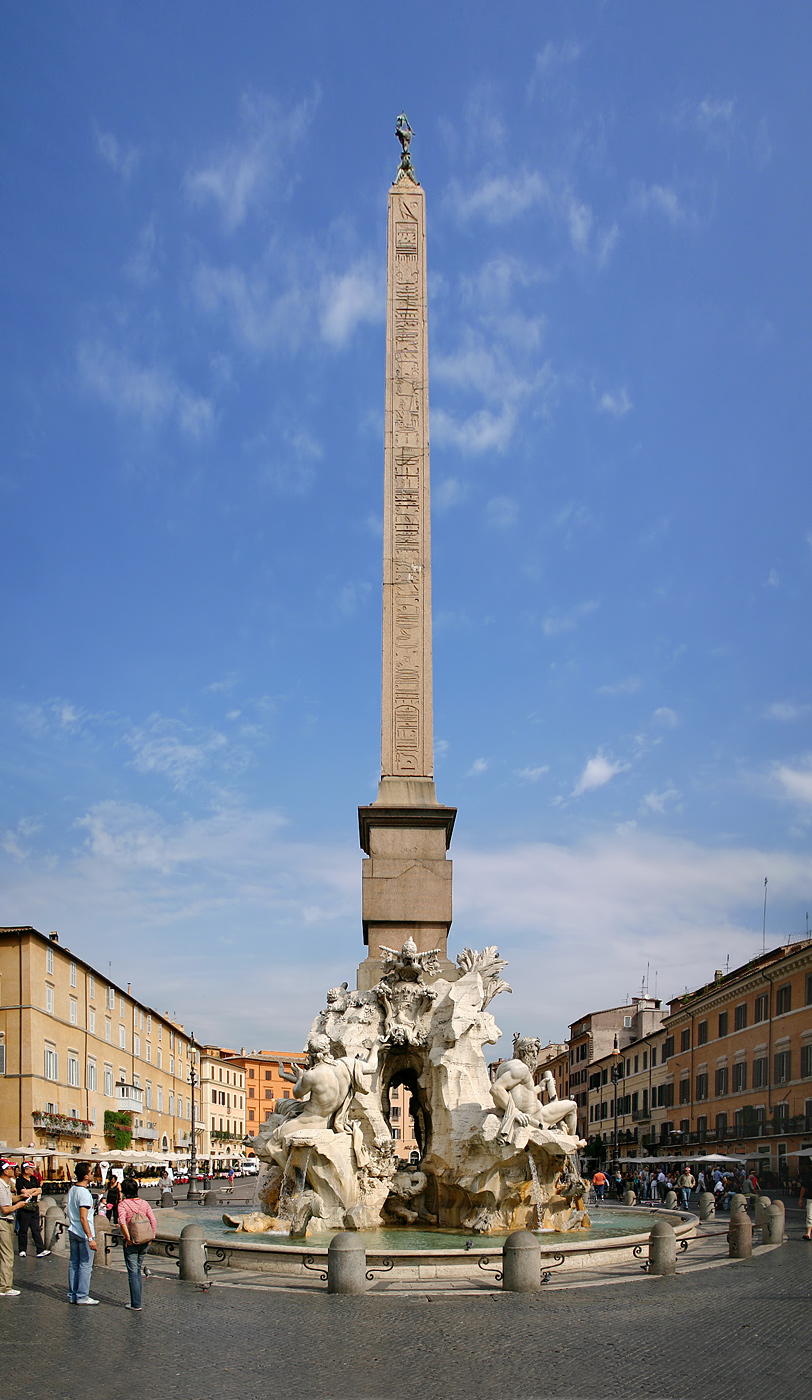
四水喷泉

四水噴泉或四河喷泉（義大利語：Fontana dei Quattro Fiumi）坐落于意大利罗马纳沃纳广场中心。喷泉由济安·贝尼尼设计，建于1651年，是巴洛克艺术高峰期的代表作。
四水喷泉代表文艺复兴时代地理学者心目中四大洲的四条大河：非洲的尼罗河，亚洲的恒河，欧洲的多瑙河，和美洲的拉普拉塔河。以拟人崇拜的方式呈现。

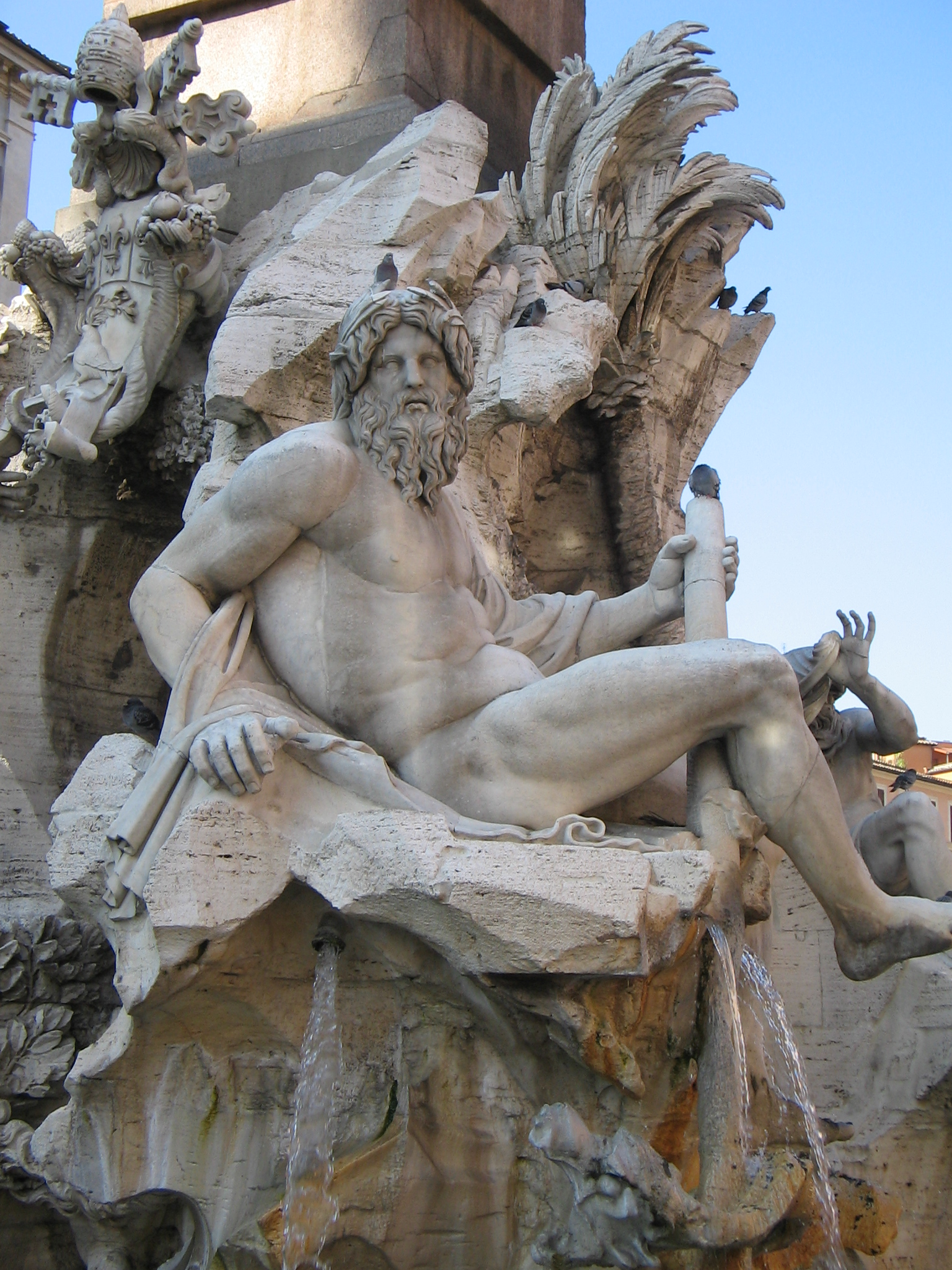
四水喷泉中的恒河河神